# Salmo 34
El salmo 34  es, según la numeración hebrea, el trigesimocuarto salmo del Libro de los salmos de la Biblia. Corresponde al salmo 33 según la numeración de la Biblia Septuaginta griega, empleada también en la Vulgata latina. Por este motivo, recogiendo la doble numeración, a este salmo también se le refiere como el salmo 34 (33).
Es un poema acróstico en el alfabeto hebreo, perteneciente a una serie de canciones de acción de gracias. Es el primer salmo que describe a los ángeles como guardianes de los justos.,
El Salmo 34 atribuye su propia autoría a David. El subtítulo del salmo, Un salmo de David cuando fingió locura ante Abimelec, quien lo echó, y se fue, deriva de cuando David vivía con los filisteos, pero el relato de este suceso en 1 Samuel 21 se refiere al rey como Achis, no a Abimelec.

## Estructura

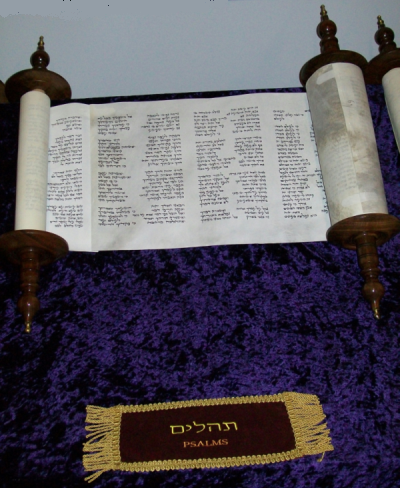
Rollo de salmos.

El salmo podría estructurarse de la siguiente manera:
1. Versículos 2-4: Introducción del himno
2. Versículo 5: alabanza básica, predicando el destino del salmista
3. Versículos 6-11: enseñanza, que es evidente por su destino.
4. Versículos 12-22: poema didáctico 1.Vers 12: el salmista ahora es "maestro"
5. Versículos. 13-15: Pregunta - Respuesta:
6. Versículos 16-22
7. Colección de dichos sabios

Es un poema acróstico en el alfabeto hebreo, en que cada letra del alfabeto hebreo comienza un verso en orden secuencial; la única excepción es waw (ו), que comienza la segunda cláusula del versículo seis. El versículo 22, la declaración final, comienza con pe, fuera del esquema acróstico. Un erudito del Antiguo Testamento, Hermann Gunkel, comentó que la naturaleza acróstica del Salmo hacía imposible cualquier análisis histórico o teológico. Este salmo es un acróstico de confianza como lo es el Salmo 25 con el cual tiene muchas similitudes.

## Texto
La siguiente tabla muestra el texto en hebreo del salmo con vocales, junto con el texto en griego koiné de la Septuaginta  y la traducción al español de la Versión del Rey Jacobo. Tengase en cuenta que el significado puede diferir ligeramente entre estas versiones, ya que la Septuaginta y el texto masorético provienen de tradiciones textuales diferentes.  En la Septuaginta, este salmo está numerado como Salmo 33.
| #      | Hebreo                                        | Español                                                                                           | Griego |
| ------ | --------------------------------------------- | ------------------------------------------------------------------------------------------------- | --- |
| [ 13 ] | לְדָוִ֗ד בְּשַׁנּוֹת֣וֹ אֶת־טַ֭עְמוֹ לִפְנֵ֣י אֲבִימֶ֑לֶךְ וַ֝יְגָרְשֵׁ֗הוּ וַיֵּלַֽךְ׃ | (Salmo de David, cuando cambió su comportamiento ante Abimelec, quien lo expulsó y él se marchó). | Τῷ Δαυΐδ, ὁπότε ἠλλοίωσε τὸ πρόσωπον αὐτοῦ ἐναντίον ᾿Αβιμέλεχ, καὶ ἀπέλυσεν αὐτόν, καὶ ἀπῆλθεν. -             |
| 1      | אֲבָרְכָ֣ה אֶת־יְהֹוָ֣ה בְּכׇל־עֵ֑ת תָּ֝מִ֗יד תְּֽהִלָּת֥וֹ בְּפִֽי׃          | Bendeciré al Señor en todo momento; su alabanza estará siempre en mi boca.                        | ΕΥΛΟΓΗΣΩ τὸν Κύριον ἐν παντὶ καιρῷ, διὰ παντὸς ἡ αἴνεσις αὐτοῦ ἐν τῷ στόματί μου.                             |
| 2      | בַּ֭יהֹוָה תִּתְהַלֵּ֣ל נַפְשִׁ֑י יִשְׁמְע֖וּ עֲנָוִ֣ים וְיִשְׂמָֽחוּ׃          | Mi alma se gloriará en el Señor; los humildes lo oirán y se alegrarán.                            | ἐν τῷ Κυρίῳ ἐπαινεθήσεται ἡ ψυχή μου· ἀκουσάτωσαν πρᾳεῖς, καὶ εὐφρανθήτωσαν.                                  |
| 3      | גַּדְּל֣וּ לַיהֹוָ֣ה אִתִּ֑י וּנְרוֹמְמָ֖ה שְׁמ֣וֹ יַחְדָּֽו׃              | Engrandeced conmigo al Señor, y exaltemos juntos su nombre.                                       | μεγαλύνατε τὸν Κύριον σὺν ἐμοί, καὶ ὑψώσωμεν τὸ ὄνομα αὐτοῦ ἐπὶ τὸ αὐτό.                                      |
| 4      | דָּרַ֣שְׁתִּי אֶת־יְהֹוָ֣ה וְעָנָ֑נִי וּמִכׇּל־מְ֝גוּרוֹתַ֗י הִצִּילָֽנִי׃      | Busqué al Señor, y él me escuchó, y me libró de todos mis temores.                                | ἐξεζήτησα τὸν Κύριον, καὶ ἐπήκουσέ μου καὶ ἐκ πασῶν τῶν θλίψεών μου ἐῤῥύσατό με.                              |
| 5      | הִבִּ֣יטוּ אֵלָ֣יו וְנָהָ֑רוּ וּ֝פְנֵיהֶ֗ם אַל־יֶחְפָּֽרוּ׃             | Le miraron y fueron iluminados, y sus rostros no fueron avergonzados.                             | προσέλθετε πρὸς αὐτὸν καὶ φωτίσθητε, καὶ τὰ πρόσωπα ὑμῶν οὐ μὴ καταισχυνθῇ.                                   |
| 6      | זֶ֤ה עָנִ֣י קָ֭רָא וַיהֹוָ֣ה שָׁמֵ֑עַ וּמִכׇּל־צָ֝רוֹתָ֗יו הוֹשִׁיעֽוֹ׃      | Este pobre hombre clamó, y el Señor lo oyó, y lo salvó de todas sus angustias.                    | οὗτος ὁ πτωχὸς ἐκέκραξε καὶ ὁ Κύριος εἰσήκουσεν αὐτοῦ καὶ ἐκ πασῶν τῶν θλίψεων αὐτοῦ ἔσωσεν αὐτόν.            |
| 7      | חֹנֶ֤ה מַלְאַךְ־יְהֹוָ֓ה סָ֘בִ֤יב לִירֵאָ֗יו וַֽיְחַלְּצֵֽם׃             | El ángel del Señor acampa alrededor de los que le temen, y los libra.                             | παρεμβαλεῖ ἄγγελος Κυρίου κύκλῳ τῶν φοβουμένων αὐτὸν καὶ ῥύσεται αὐτούς.                                      |
| 8      | טַעֲמ֣וּ וּ֭רְאוּ כִּֽי־ט֣וֹב יְהֹוָ֑ה אַֽשְׁרֵ֥י הַ֝גֶּ֗בֶר יֶחֱסֶה־בּֽוֹ׃      | Pruebad y ved que el Señor es bueno; dichoso el hombre que confía en él.                          | γεύσασθε καὶ ἴδετε ὅτι χρηστὸς ὁ Κύριος· μακάριος ἀνήρ, ὃς ἐλπίζει ἐπ᾿ αὐτόν.                                 |
| 9      | יְר֣אוּ אֶת־יְהֹוָ֣ה קְדֹשָׁ֑יו כִּי־אֵ֥ין מַ֝חְס֗וֹר לִירֵאָֽיו׃       | Temed al Señor, vosotros sus santos, porque nada les falta a los que le temen.                    | φοβήθητε τὸν Κύριον πάντες οἱ ἅγιοι αὐτοῦ, ὅτι οὐκ ἔστιν ὑστέρημα τοῖς φοβουμένοις αὐτόν.                     |
| 10     | כְּ֭פִירִים רָשׁ֣וּ וְרָעֵ֑בוּ וְדֹרְשֵׁ֥י יְ֝הֹוָ֗ה לֹא־יַחְסְר֥וּ כׇל־טֽוֹב׃  | Los leoncillos carecen y sufren hambre, pero los que buscan al Señor no carecerán de ningún bien. | πλούσιοι ἐπτώχευσαν καὶ ἐπείνασαν, οἱ δὲ ἐκζητοῦντες τὸν Κύριον οὐκ ἐλαττωθήσονται παντὸς ἀγαθοῦ. (διάψαλμα). |
| 11     | לְֽכוּ־בָ֭נִים שִׁמְעוּ־לִ֑י יִֽרְאַ֥ת יְ֝הֹוָ֗ה אֲלַמֶּדְכֶֽם׃            | Venid, hijos, escuchadme: os enseñaré el temor del Señor.                                         | δεῦτε, τέκνα, ἀκούσατέ μου· φόβον Κυρίου διδάξω ὑμᾶς.                                                         |
| 12     | מִֽי־הָ֭אִישׁ הֶחָפֵ֣ץ חַיִּ֑ים אֹהֵ֥ב יָ֝מִ֗ים לִרְא֥וֹת טֽוֹב׃         | ¿Quién es el hombre que desea la vida y ama los días largos, para que vea el bien?                | τίς ἐστιν ἄνθρωπος ὁ θέλων ζωήν, ἀγαπῶν ἡμέρας ἰδεῖν ἀγαθάς;                                                  |
| 13     | נְצֹ֣ר לְשׁוֹנְךָ֣ מֵרָ֑ע וּ֝שְׂפָתֶ֗יךָ מִדַּבֵּ֥ר מִרְמָֽה׃               | Guarda tu lengua del mal, y tus labios de hablar engaño.                                          | παῦσον τὴν γλῶσσάν σου ἀπὸ κακοῦ καὶ χείλη σου τοῦ μὴ λαλῆσαι δόλον.                                          |
| 14     | ס֣וּר מֵ֭רָע וַעֲשֵׂה־ט֑וֹב בַּקֵּ֖שׁ שָׁל֣וֹם וְרׇדְפֵֽהוּ׃             | Apártate del mal y haz el bien; busca la paz y síguela.                                           | ἔκκλινον ἀπὸ κακοῦ καὶ ποίησον ἀγαθόν, ζήτησον εἰρήνην καὶ δίωξον αὐτήν.                                      |
| 15     | עֵינֵ֣י יְ֭הֹוָה אֶל־צַדִּיקִ֑ים וְ֝אׇזְנָ֗יו אֶל־שַׁוְעָתָֽם׃          | Los ojos del Señor están sobre los justos, y sus oídos están atentos a su clamor.                 | ὀφθαλμοὶ Κυρίου ἐπὶ δικαίους, καὶ ὦτα αὐτοῦ εἰς δέησιν αὐτῶν.                                                 |
| 16     | פְּנֵ֣י יְ֭הֹוָה בְּעֹ֣שֵׂי רָ֑ע לְהַכְרִ֖ית מֵאֶ֣רֶץ זִכְרָֽם׃            | La faz del Señor está contra los que hacen mal, para borrar de la tierra su recuerdo.             | πρόσωπον δὲ Κυρίου ἐπὶ ποιοῦντας κακὰ τοῦ ἐξολοθρεῦσαι ἐκ γῆς τὸ μνημόσυνον αὐτῶν.                            |
| 17     | צָ֭עֲקוּ וַיהֹוָ֣ה שָׁמֵ֑עַ וּמִכׇּל־צָ֝רוֹתָ֗ם הִצִּילָֽם׃              | Los justos claman, y el Señor los oye, y los libra de todas sus angustias.                        | ἐκέκραξαν οἱ δίκαιοι, καὶ ὁ Κύριος εἰσήκουσεν αὐτῶν, καὶ ἐκ πασῶν τῶν θλίψεων αὐτῶν ἐῤῥύσατο αὐτούς.          |
| 18     | קָר֣וֹב יְ֭הֹוָה לְנִשְׁבְּרֵי־לֵ֑ב וְֽאֶת־דַּכְּאֵי־ר֥וּחַ יוֹשִֽׁיעַ׃       | El Señor está cerca de los quebrantados de corazón, y salva a los contritos de espíritu.          | ἐγγὺς Κύριος τοῖς συντετριμμένοις τὴν καρδίαν καὶ τοὺς ταπεινοὺς τῷ πνεύματι σώσει.                           |
| 19     | רַ֭בּוֹת רָע֣וֹת צַדִּ֑יק וּ֝מִכֻּלָּ֗ם יַצִּילֶ֥נּוּ יְהֹוָֽה׃             | Muchas son las aflicciones del justo, pero el Señor lo libra de todas ellas.                      | πολλαὶ αἱ θλίψεις τῶν δικαίων, καὶ ἐκ πασῶν αὐτῶν ῥύσεται αὐτοὺς ὁ Κύριος·                                    |
| 20     | שֹׁמֵ֥ר כׇּל־עַצְמוֹתָ֑יו אַחַ֥ת מֵ֝הֵ֗נָּה לֹ֣א נִשְׁבָּֽרָה׃             | Él guarda todos sus huesos; ni uno solo de ellos es quebrado.                                     | φυλάσσει Κύριος πάντα τὰ ὀστᾶ αὐτῶν, ἓν ἐξ αὐτῶν οὐ συντριβήσεται.                                            |
| 21     | תְּמוֹתֵ֣ת רָשָׁ֣ע רָעָ֑ה וְשֹׂנְאֵ֖י צַדִּ֣יק יֶאְשָֽׁמוּ׃               | El mal matará a los impíos, y los que odian al justo serán desolados.                             | θάνατος ἁμαρτωλῶν πονηρός, καὶ οἱ μισοῦντες τὸν δίκαιον πλημμελήσουσι.                                        |
| 22     | פֹּדֶ֣ה יְ֭הֹוָה נֶ֣פֶשׁ עֲבָדָ֑יו וְלֹ֥א יֶ֝אְשְׁמ֗וּ כׇּֽל־הַחֹסִ֥ים בּֽוֹ׃     | El Señor redime el alma de sus siervos, y ninguno de los que confían en él será desolado.         | λυτρώσεται Κύριος ψυχὰς δούλων αὐτοῦ, καὶ οὐ μὴ πλημμελήσουσι πάντες οἱ ἐλπίζοντες ἐπ᾿ αὐτόν.                 |

## Comentarios

### De la iglésia católica

#### A todo el salmo
El Salmo 34 se distingue por su tono individual y experiencial, en contraste con el llamado colectivo del Salmo 33. En esta composición, una persona particular eleva su alabanza a Dios, destacando su protección sobre los justos. La afirmación de que "los ojos del Señor" velan sobre ellos (v. 16) se relaciona con otros pasajes que subrayan la vigilancia y guía divina. El salmo presenta una estructura alfabética similar a la del Salmo 25, con una conexión temática evidente: mientras en Sal 25 se declara que "el Señor es bueno" (v. 8), aquí se invita a experimentar esa bondad directamente mediante el mandato de "gustar y ver qué bueno es el Señor" (v. 9). Este salmo forma parte de una secuencia en la que se manifiestan diversos aspectos de la bondad divina: justicia (Sal 26), protección (Sal 27), refugio (Sal 28), poder comunicativo (Sal 29), capacidad de curación (Sal 30), fidelidad frente a la persecución (Sal 31), perdón (Sal 32) y providencia creadora (Sal 33).
El desarrollo del salmo comienza con una proclamación de alabanza y una invitación a los humildes para que se unan en esa acción (vv. 2-4). A continuación, el salmista narra su experiencia personal de haber sido escuchado y salvado por el Señor (vv. 5-7), lo que da paso a una exhortación a confiar en Dios y temerle con reverencia (vv. 8-11). Posteriormente, adopta el rol de sabio que instruye en la vida recta y en el temor del Señor (vv. 12-15). El texto prosigue con la afirmación de que Dios observa y responde a los justos (vv. 16-17), se muestra cercano a los quebrantados de corazón y salva a los atribulados (vv. 18-19). Finalmente, se expone un contraste entre el destino del justo, preservado por el Señor, y el del malvado, víctima de su propia iniquidad (vv. 20-23). En la tradición cristiana, este salmo ha sido interpretado como portador de una sabiduría encarnada en Cristo o en la Virgen María, cuyas palabras y acciones reflejan la fidelidad y justicia divinas (cf. Lc 1,46-55).

#### A los versículos 1-14
El Salmo 34 habla siempre del Señor en tercera persona, sin dirigirse a Él directamente. El salmista se refiere al Dios de Israel, reconocido por sus obras en la historia del pueblo y en el culto del Templo. Ahora, esa grandeza la ha vivido en su propia experiencia, especialmente en momentos de tribulación, y da testimonio de ella. Desde la fe cristiana, se ve con más profundidad cómo actúa Dios en el interior de la persona. El salmo emplea un lenguaje militar al mencionar al “ángel del Señor” que protege a los que temen a Dios (v. 8), en alusión a intervenciones divinas como las del Éxodo. Esta imagen muestra que Dios sigue socorriendo activamente a su pueblo.
El versículo 11 habla del destino de los “ricos”, según la versión griega, aunque en hebreo puede referirse a “leones”. Esta imagen encuentra eco en el cántico de María: “A los ricos los despidió vacíos”. En ambos casos, se confirma que Dios favorece a los humildes y deja sin su gracia a quienes se bastan a sí mismos. El salmista se presenta como maestro de sabiduría (v. 12), algo poco común en un salmo de alabanza. Enseña cómo vivir bien: hablar con rectitud, apartarse del mal, hacer el bien y buscar la paz (vv. 13-15). Estas enseñanzas fueron citadas literalmente en la primera carta de Pedro (1 P 3,8-12) como modelo de conducta cristiana. Corresponden a la actitud de los que Jesús llama “bienaventurados” por buscar la paz (Mt 5,9).

#### A los versículos 16-22
El Salmo 34 muestra que el bienestar del justo no depende solo de su buena conducta, sino de la acción del Señor, que escucha y libera al que clama a Él (vv. 16-17). La justicia, por tanto, no garantiza el éxito por sí sola; lo esencial es confiar en Dios con humildad y arrepentimiento. El justo se define no solo por hacer el bien (vv. 13-15), sino por volver al Señor desde el corazón. En contraste, los malvados quedan fuera de su protección y son entregados a su condena (v. 22). El versículo 23, aunque no sigue el orden alfabético, comienza con la letra «p», como en Sal 25,22. Esta letra cierra la raíz hebrea *’lp* (“enseñar”), lo que refuerza su carácter de conclusión y resumen del salmo: Dios salva a sus siervos y protege a quienes confían en Él. El mensaje es claro: la mayor sabiduría es recurrir siempre al Señor. El salmo es, en el fondo, una oración de confianza.

El Señor está cerca. Nada os preocupe: el Señor está siempre cerca de los que lo invocan sinceramente, es decir, de los que acuden a Él con fe recta, esperanza firme y caridad perfecta; Él sabe, en efecto, lo que vosotros necesitáis ya antes de que se lo pidáis; Él está siempre dispuesto a venir en ayuda de las necesidades de quienes lo sirven fielmente. Por ello, no debemos preocuparnos desmesuradamente ante los males que pudieran sobrevenirnos, pues sabemos que Dios, nuestro defensor, no está lejos de nosotros, según aquello que se dice en el salmo: El Señor está cerca de los contritos de corazón, salva a los de espíritu abatido. Muchas son las aflicciones del justo, pero el Señor lo libra de todas. Si nosotros procuramos observar lo que Él nos manda, Él no tardará en darnos lo que prometió.

## Usos

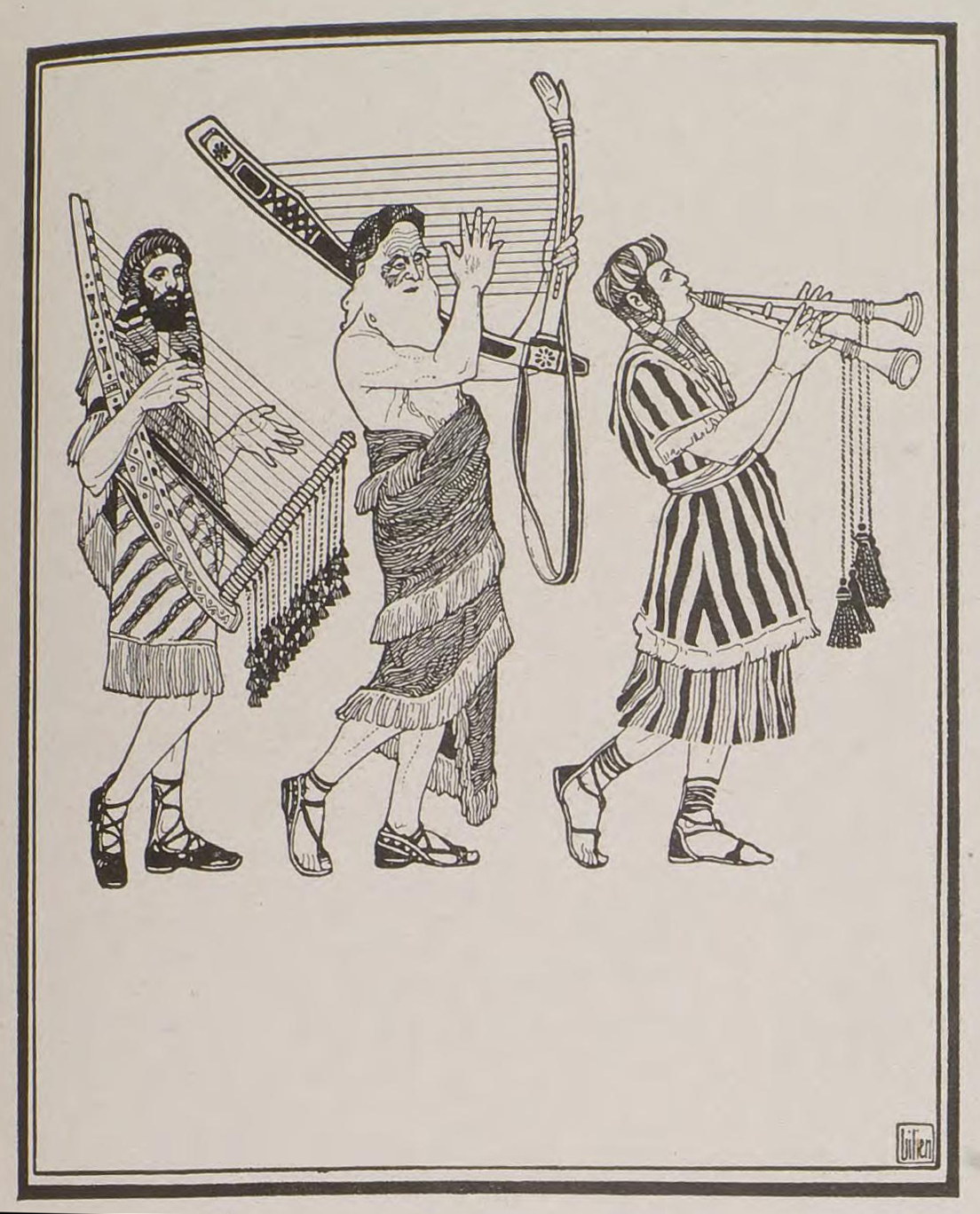
Salmo 34, por Ephraim Moisés Lilien.

### Judaísmo
- Se recita en su totalidad durante Pesukei Dezimra en Shabat , Festividades judías y Hoshaná Rabá.[19]
- El versículo 4 se recita cuando el rollo de la Torá se saca del Hejal.[20]
- Los versículos 10-11 son parte del párrafo final de Birkat Hamazon .[21]
- Los versículos 14-15 forman la base de parte del párrafo final de la Amidá .[22]

### Nuevo Testamento
Algunos versículos del Salmo 34 se mencionan en el Nuevo Testamento :
- El versículo 8 es citado por San Pedro en 1 Pedro 2, 3.
- Los versículos 12-16 se citan en 1 Pedro 3, 10-12.
- El versículo 18 está parafraseado en Mateo 5, 3 .[23]
- Se alude al versículo 20 en el Evangelio según Juan ( Juan 19, 36 ).[24]

### Catolicismo
De acuerdo con la Regla de San Benito, de alrededor de 530, este salmo se rezaba tradicionalmente en los oficios matutinos de los lunes en los monasterios.
Actualmente, en la Liturgia de las Horas, el Salmo 34 se recita el sábado de la primera y tercera semana y para las celebraciones santas del tiempo ordinario. A menudo se lleva a la liturgia de la iglesia como un salmo responsorial.